# Virginia Trimble
Pour les articles homonymes, voir Trimble.
Virginia Trimble, née le 15 novembre 1943 à Los Angeles aux États-Unis, est une astronome américaine spécialisée dans la structure et l'évolution des étoiles et des galaxies, ainsi que dans l'histoire de l'astronomie. Elle enseigne l'astronomie et la physique à l'Université de Californie à Irvine et est renommée pour ses champs d'intérêt variés en astrophysique et pour ses articles de revue annuels dans la revue scientifique Publications of the Astronomical Society of the Pacific.

## Biographie
Pendant ses études à  l'Université de Californie à Los Angeles, Virginia Trimble est le sujet d'un article paru en octobre 1962 dans le magazine Life intitulé "Behind a Lovely Face, a 180 I.Q.". À la suite de cet article, elle est sélectionnée l'année suivante pour promouvoir la série télévisée La Quatrième Dimension (The Twilight Zone) dans une tournée des médias aux États-Unis.
Elle obtient son diplôme Bachelor of Arts (BA) en 1964 avant d'être admise au California Institute of Technology (Caltech), qui n'acceptait alors qu'exceptionnellement les femmes comme étudiantes, et y décroche  une Maîtrise universitaire ès sciences (Master of Science - MS) en 1965 puis un doctorat (PhD) en 1968. Durant son doctorat, elle étudie la nébuleuse du Crabe et devient la deuxième femme (après Vera Rubin) à obtenir du temps d'observation avec le télescope de l'observatoire Palomar. 
Elle enseigne pendant un an au Smith College puis obtient le diplôme Master of Arts (MA) en 1969 à l'institut d'astronomie de l'université de Cambridge en Angleterre où elle passe deux années comme chercheur postdoctoral.
En 1971 elle intègre l'université de Californie à Irvine où elle enseigne depuis l'astronomie et la physique,.
En 1972 elle épouse le physicien américain Joseph Weber et obtient le titre universitaire de professeur invité à l'Université du Maryland où exerce Weber jusqu'à la mort de ce dernier en 2000. 
Virginia Trimble a été vice-présidente du comité de direction de l'Union astronomique internationale de 1997 à 2000 et vice présidente de l'Union américaine d'astronomie de 1997 à 2000,.
En 2010, elle est nommée docteur honoris causa de l'université de Valence en Espagne.
En février 2018, elle est élue mécène de l'Union américaine d'astronomie pour ses nombreuses contributions à la société savante.

## Distinctions
- 1986 : NAS Award for Scientific Reviewing (Académie nationale des sciences)[12].
- 2001 : Klopsteg Memorial Award (American Association of Physics Teachers)[13].
- 2010: Prix George Van Biesbroeck (Union américaine d'astronomie)[14].

L'astéroïde (9271) Trimble, découvert en 1978, est nommé en son honneur.